# Улрих III фон Мач
Улрих III фон Мач (на немски: Ulrich III von Matsch; † 25 октомври 1366) от фамилията „Мач“, е фогт на Мач в Граубюнден, Мариенберг в Южен Тирол и Кур в Граубюнден, господар на заложените Вадуц-Грайфенщайн. Фамилията Мач е стар благороднически род в Швейцария и Австрия.

## Произход
Той е син на управителя Улрих II фон Мач († 1309/1366) и съпругата му Маргарета фон Фац († сл. 1343), сестра на освободителя и народния герой на Граубюнден Донат фон Фац († 1337/1338), дъщеря ма Валтер V фон Фац († 1284) и графиня Лиукарда фон Кирхберг († 1326), дъщеря на граф Еберхард III фон Кирхберг († пр. 1283) и Ута фон Нойфен. Майка му Маргарета фон Фац се омъжва втори път за Улрих (Олри) д'Аспремон († 1333). Сестра му Офмай Утелхилд фон Мач († 1350) e омъжена 1321 г. за граф Алберт III (II) фон Гьорц († 1325/1327) и подарява през 1348 г. кармелитинския манастир в Линц.
Фамилията фон Мач изчезва през 1510 г. Повечето собствености на род Мач в днешен Южен Тирол отиват на „фрайхерен фон Трап“, където Барбара фон Мач († пр. 1474/1504) е омъжена за Якоб IV Трап († 1475).

## Фамилия
Улрих III фон Мач се жени пр. 21 март 1322 г. за Аделхайд фон Верденберг (пр. 1322 – пр. 1365), дъщеря на граф Хайнрих I фон Верденберг-Албек († 1332/1334) и графиня Агнес фон Вюртемберг (1293 – 1349). Те имат един син:
- Улрих IV фон Мач-Кирхберг († 1402), фогт на Мач, граф на Кирхберг, женен за Агнес фон Кирхберг († 1401/1407), наследничка на Кирхберг, дъщеря на граф Вилхелм I фон Кирхберг († 1366) и принцеса Агнес фон Тек († 1384).